# Psaenythia superba
Psaenythia superba är en biart som beskrevs av Heinrich Friese 1908. Psaenythia superba ingår i släktet Psaenythia och familjen grävbin. Inga underarter finns listade i Catalogue of Life.